# چزاره جلی
چزاره جلی (ایتالیایی: Cesare Gelli؛ ۲۸ نوامبر ۱۹۳۲ – ۲۷ اوت ۲۰۱۶) بازیگر اهل ایتالیا بود.
از فیلم‌هایی که وی در آن نقش داشته‌است، می‌توان به پزشک بیمه سلامت، اعتراض عمومی، پرنده‌های بزرگ و پرنده‌های کوچک و هیجان اشاره کرد.